# 大府駅

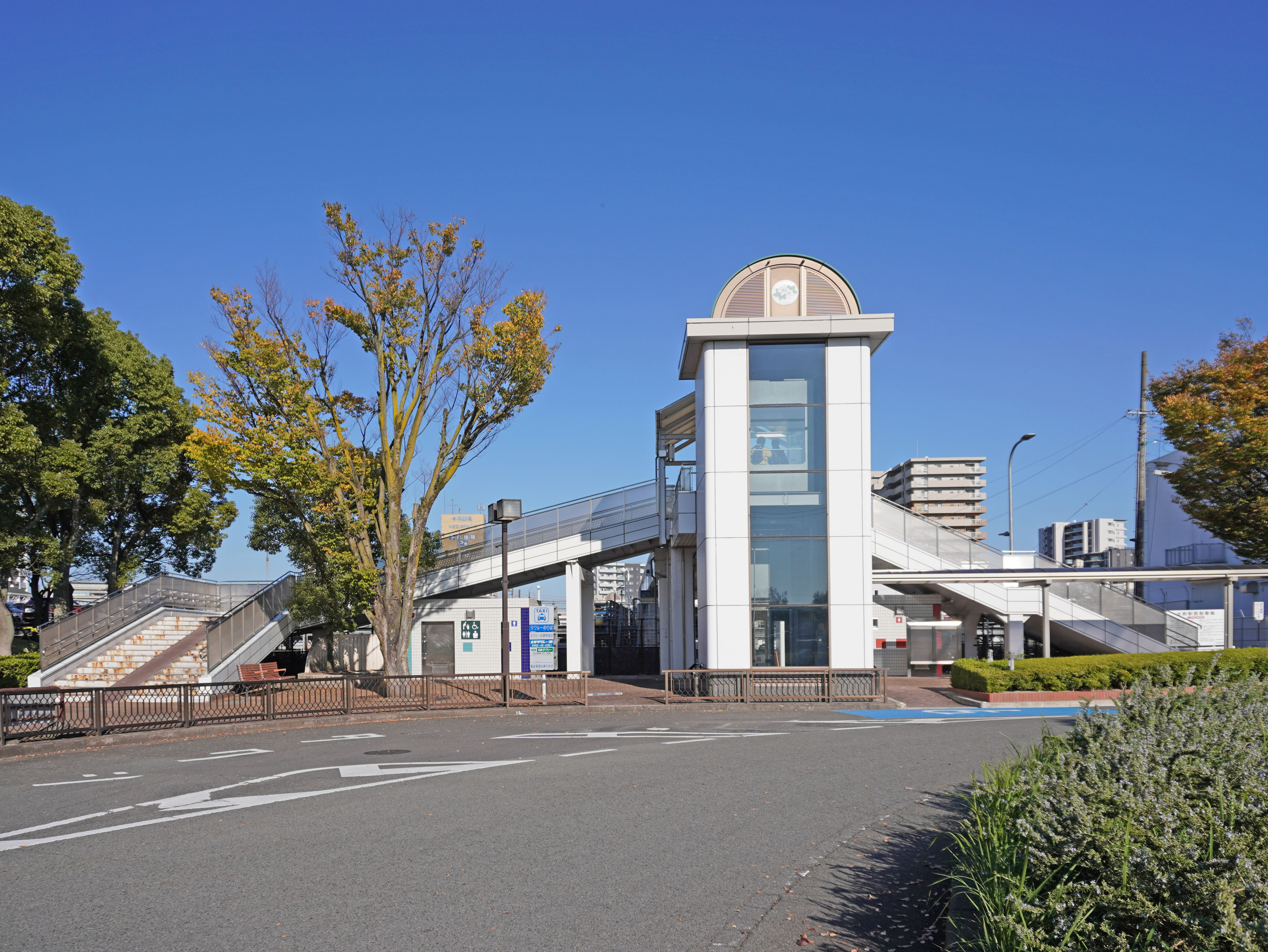
西口（2022年11月）

大府駅（おおぶえき）は、愛知県大府市中央町三丁目にある、東海旅客鉄道（JR東海）の駅である。当駅の所属線である東海道本線と、当駅を起点とする武豊線が乗り入れ、分岐駅となっている。駅番号は東海道本線がCA60、武豊線がCE00。
東海道本線の運行形態の詳細は「東海道線 (名古屋地区)」を参照。

## 歴史
駅東方では、支線である武豊線が比較的まっすぐ南下する一方、東海道線はやや左へカーブしているが、これはもともと名古屋駅 - 武豊駅が先に開通し、後に岡崎方面の区間が付け足されることで本線筋が変わったからである。

### 年表
- 1887年（明治20年）9月10日：既に開業していた武豊駅 - 名古屋駅 - 長浜駅間の官設鉄道に、建設中の東西幹線（東海道線）を接続させるため、その中間駅として亀崎駅 - 大高駅間に新設開業。一般駅。なお当駅の開業に伴い、その隣に設けられていた緒川駅が一時的に廃止されている[5]（1900年に再び開業）。
- 1888年（明治21年）9月1日：浜松駅 - 大府駅間の官設鉄道線開業により、2線の分岐駅となる。
- 1895年（明治28年）4月1日：線路名称制定。東海道線の所属となる。
- 1909年（明治42年）10月12日：東海道線の線路名称改定。当駅を含む新橋駅 - 神戸駅間の本線部分が東海道本線、武豊方面への支線が武豊線に改称。東海道本線所属駅となる。
- 1944年（昭和19年）6月：大府飛行場用三菱専用貨物ホームを新設。
- 1957年（昭和32年）4月：自動券売機を設置[6]
- 1978年（昭和53年）9月1日：2代目の駅舎に改築[7]。
- 1982年（昭和57年）11月15日：車扱貨物の取り扱いを廃止[3]。
- 1986年（昭和61年）11月1日：荷物の取り扱いを廃止[3]。
- 1987年（昭和62年）4月1日：国鉄分割民営化により、東海旅客鉄道（JR東海）の駅となる[3]。
- 1992年（平成4年）5月30日：自動改札機を設置[8]。
- 2006年（平成18年）11月25日：ICカード「TOICA」の利用が可能となる。
- 2007年（平成19年）10月10日：TOICA専用の自動改札機導入。
- 2013年（平成25年）10月1日：武豊線内の「集中旅客サービスシステム」導入により、武豊線の尾張森岡駅 - 武豊駅間各駅管理駅となる[9]。
- 2015年（平成27年）3月1日：武豊線の当駅 - 武豊駅間が電化される。
- 2018年（平成30年）3月17日：駅ナンバリングが導入され、使用を開始する。当駅には東海道本線の番号「CA60」と、武豊線の番号「CE00」が与えられた。

## 駅構造
旅客列車が発着するのは3面4線である。構内東側から東海道線上りホーム、武豊線ホーム、東海道線下りホームがある。1番線が上り本線、4番線が下り本線となっており、待避を行わない列車や通過列車などが使用する。
東海道線の上下線に武豊線のホームが挟まれる形となっており、武豊線の旅客列車は駅の東方で東海道線の下り線をまたいでいる。5番線を含む構内の西側には貨物列車用の着発線・側線が広がる。この側線群に上り列車が進入するために、共和駅方面には下り線への渡り線が、逢妻駅方面には上下線を跨ぐ高架線がある。なお武豊線を通る貨物列車は、尾張森岡駅北で分岐する線路を通っている。この分岐および立体交差は南方貨物線計画の一環として建設された。かつては側線群の西端に有蓋車用の貨物ホームがあった。また、駅北西にある豊田自動織機大府工場へ至る専用線が1970年ごろまで分岐していた。
駅舎と各ホームは跨線橋で連絡しており、改札口は駅舎の2階にある。改札口は、跨線橋とは別の東西を貫く自由通路に面している。各ホームにエレベーター、エスカレータがある。大府駅の改札を出て右斜め正面にキオスク系列のベルマート（売店）がある。
駅長・駅員配置駅（直営駅）である。管理駅として、東海道本線の共和駅 - 笠寺駅間および武豊線の各駅 を管理している。
構内には、東海警察署大府駅警察官詰所が設置されているほか、2018年4月に大府市健康にぎわいステーション（愛称・KURUTOおおぶ）が開設された。

### のりば
| 番線          | 路線                                                   | 方向                                                   | 行先                                                   | 備考                                                   |
| ------------- | ------------------------------------------------------ | ------------------------------------------------------ | ------------------------------------------------------ | ------------------------------------------------------ |
| 1             | CA 東海道本線                                          | 上り                                                   | 岡崎・豊橋方面                                         |                                                        |
| 2             | CA 東海道本線                                          | 上り                                                   | 岡崎・豊橋方面                                         | 一部列車のみ                                           |
| 2             | CE 武豊線                                              | -                                                      | 武豊方面                                               |                                                        |
| 3             | CE 武豊線                                              | -                                                      | 武豊方面                                               |                                                        |
| CA 東海道本線 | 下り                                                   | 名古屋・大垣方面                                       |                                                        |                                                        |
| CA 東海道本線 | 下り                                                   | 名古屋・大垣方面                                       | 4                                                      |                                                        |
| 5             | （番線表示案内なし。柵が設置されており事実上使用不可） | （番線表示案内なし。柵が設置されており事実上使用不可） | （番線表示案内なし。柵が設置されており事実上使用不可） | （番線表示案内なし。柵が設置されており事実上使用不可） |

1・4番線は武豊線にはつながっておらず、東海道線の列車のみ発着・通過する。2・3番線は武豊線の列車に加え、武豊線から東海道線へ直通する列車、東海道線の当駅折り返し列車、東海道線の待避列車、解結を行う列車が発着する。5番線は番線表示がない上に柵が設置されている。よって旅客運用が不可能な為、貨物専用線となっている。2・3番線を発車した武豊線の列車はすぐに高架に上がって右にカーブし、東海道線下り線を跨ぎ越す。2・3番線から貨物列車専用の地上線に入ることはできない。
2022年3月11日までは名古屋発0時台の終電が当駅止まりで運行されていた。この列車は武豊線電化前は気動車による運行であった。

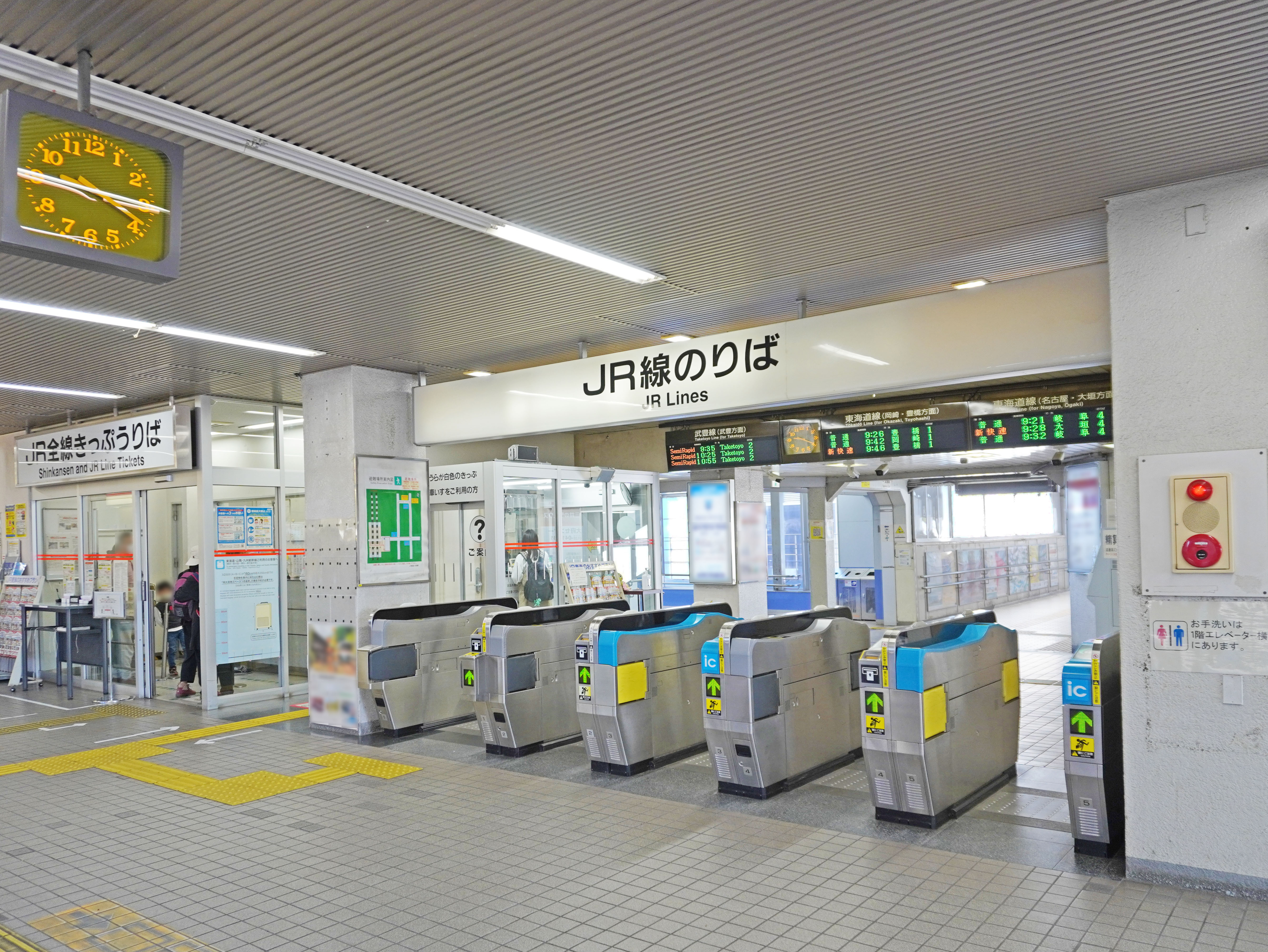
改札口（2022年11月）
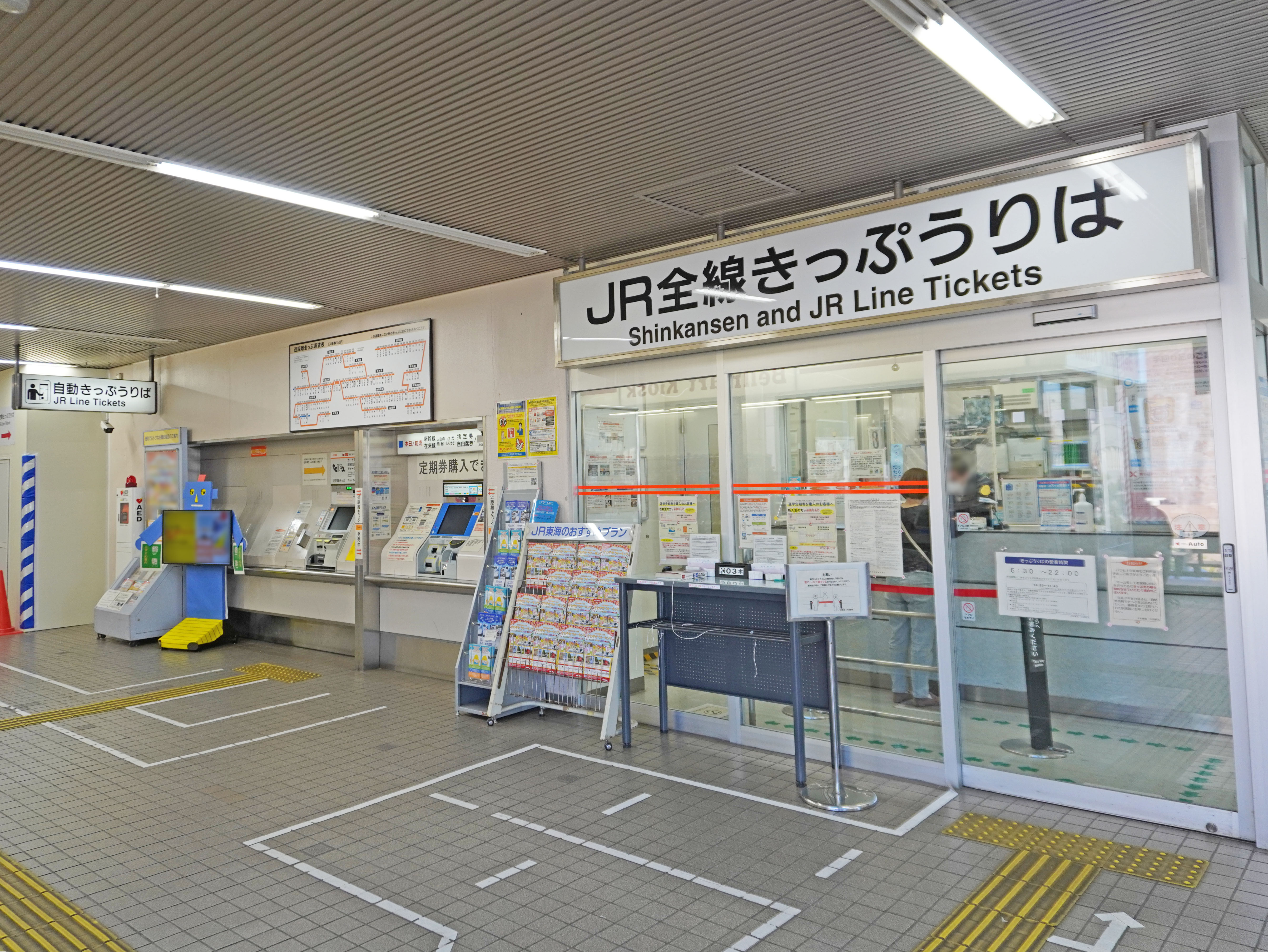
切符売り場（2022年11月）
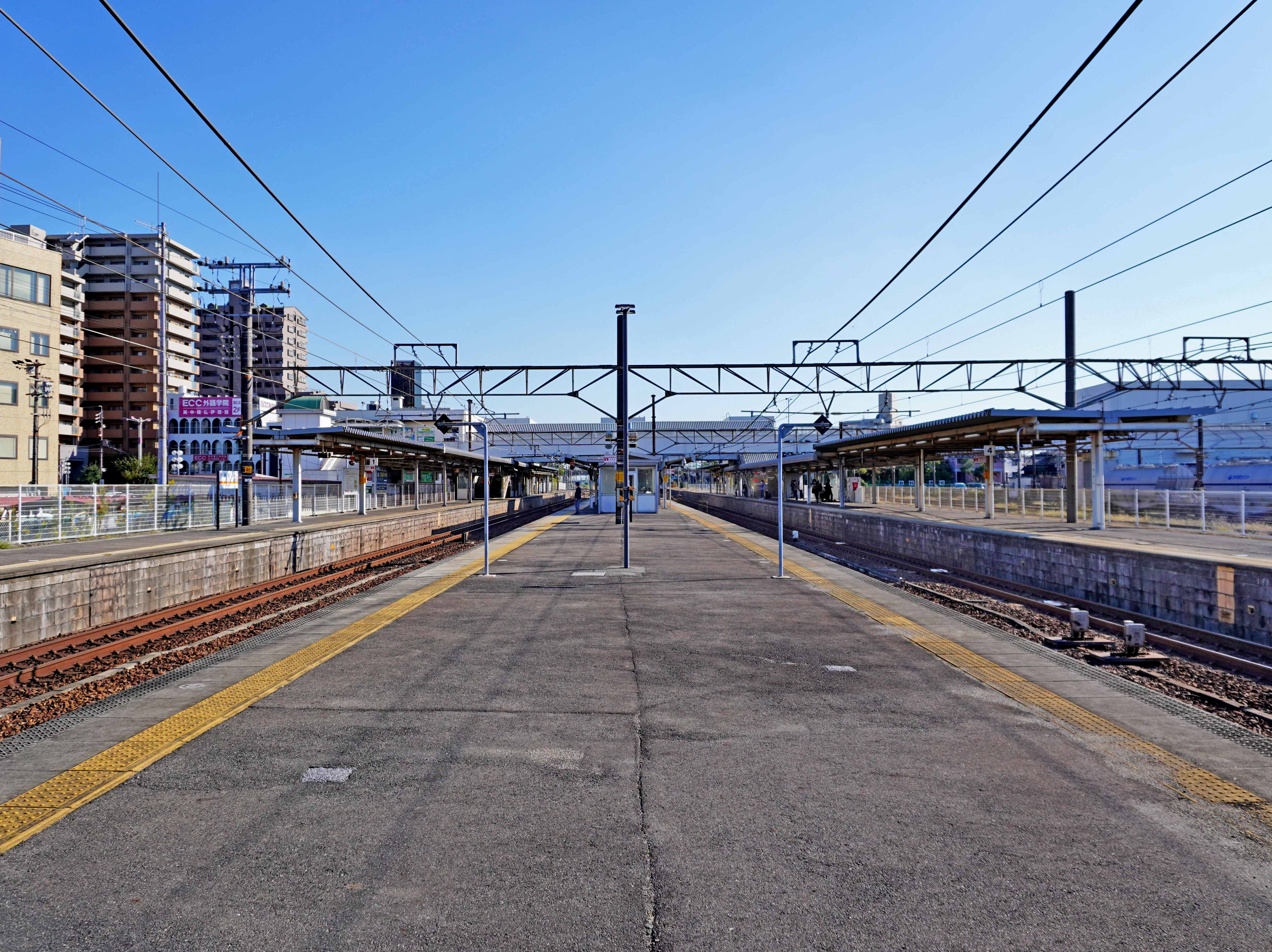
ホーム（2022年11月）
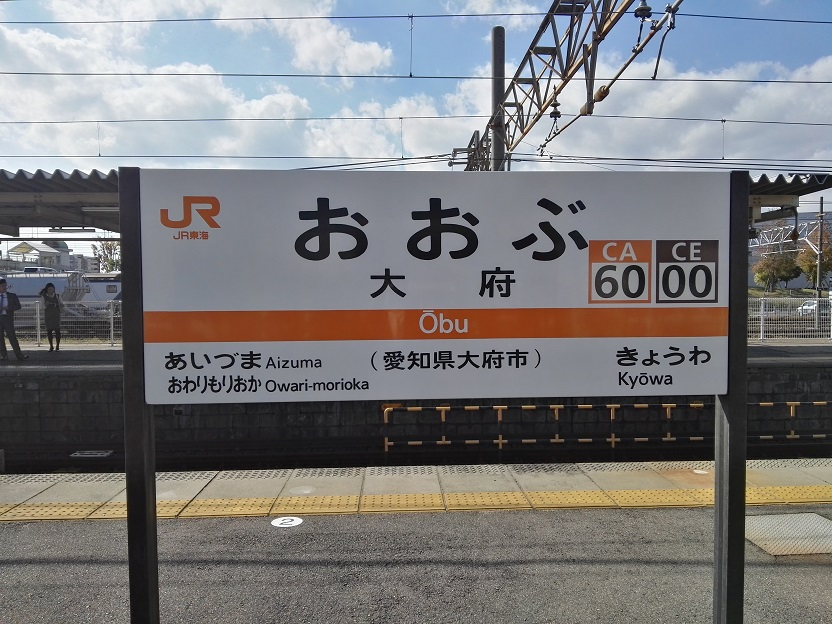
駅名標（2018年11月）

## 利用状況
- 『移動等円滑化取組計画書』によると2023年度当時の1日平均乗降人員は26,943人であり、この値は新幹線を除くJR東海全駅（395駅）中19位、 東海道本線（86駅）中13位であった[2]。

「愛知県統計年鑑」および「知多半島の統計」によれば、1日平均の乗車人員は以下の通りであった。
| 年度               | 一日平均 乗車人員 |
| ------------------ | ----------------- |
| 1995年（平成07年） | 11,282            |
| 1996年（平成08年） | 11,364            |
| 1997年（平成09年） | 11,129            |
| 1998年（平成10年） | 11,164            |
| 1999年（平成11年） | 11,087            |
| 2000年（平成12年） | 11,115            |
| 2001年（平成13年） | 11,314            |
| 2002年（平成14年） | 11,321            |
| 2003年（平成15年） | 11,415            |
| 2004年（平成16年） | 11,711            |
| 2005年（平成17年） | 12,115            |
| 2006年（平成18年） | 12,182            |
| 2007年（平成19年） | 12,641            |
| 2008年（平成20年） | 12,831            |
| 2009年（平成21年） | 12,650            |
| 2010年（平成22年） | 12,712            |
| 2011年（平成23年） | 12,808            |
| 2012年（平成24年） | 12,993            |
| 2013年（平成25年） | 13,291            |
| 2014年（平成26年） | 13,300            |
| 2015年（平成27年） | 13,830            |
| 2016年（平成28年） | 14,129            |
| 2017年（平成29年） | 14,521            |
| 2018年（平成30年） | 14,753            |
| 2019年（令和元年） | 14,756            |
| 2020年（令和02年） | 11,463            |
| 2021年（令和03年） | 12,004            |
| 2022年（令和04年） | 12,731            |

## 駅周辺

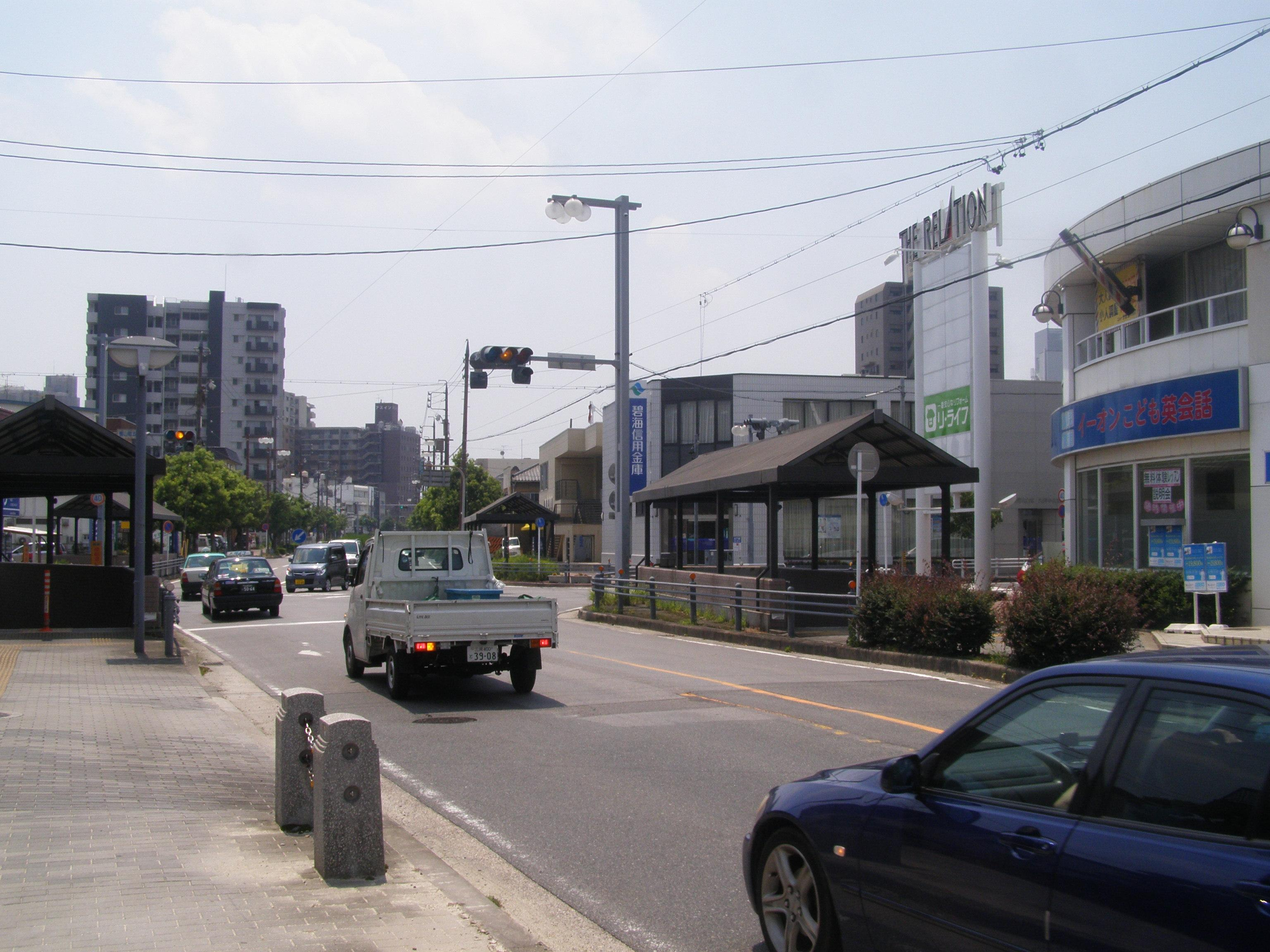
大府駅東口からのびる中央通り

表玄関は東口で商店やホテルが点在している。西口には工場や大学のキャンバスなどが存在する。

### 東口の施設
官庁・公共施設
- 大府市役所
- 愛知用水会館
- 大倉会館（大府市歴史民俗資料館・大府児童老人福祉センター）
- 大府公民館

教育機関
- 大府市立大府小学校

郵政・金融・警備
- 大府郵便局
- 半田信用金庫大府支店
- 三菱UFJ銀行大府支店
- 大垣共立銀行大府支店
- 碧海信用金庫大府支店
- セコム大府営業所

宿泊施設
- アズイン大府
- ステーションイン大府

商業施設
- ザ･リレーション
- ザ･リレーション2
- 滝書店

観光スポット
- 大倉公園
- 大府駅東ビオトープ
- 高山古墳
- 地蔵院

その他
- デンソーテクノ本社

### 西口の施設
官庁・公共施設
- 東海警察署大府幹部交番[13]

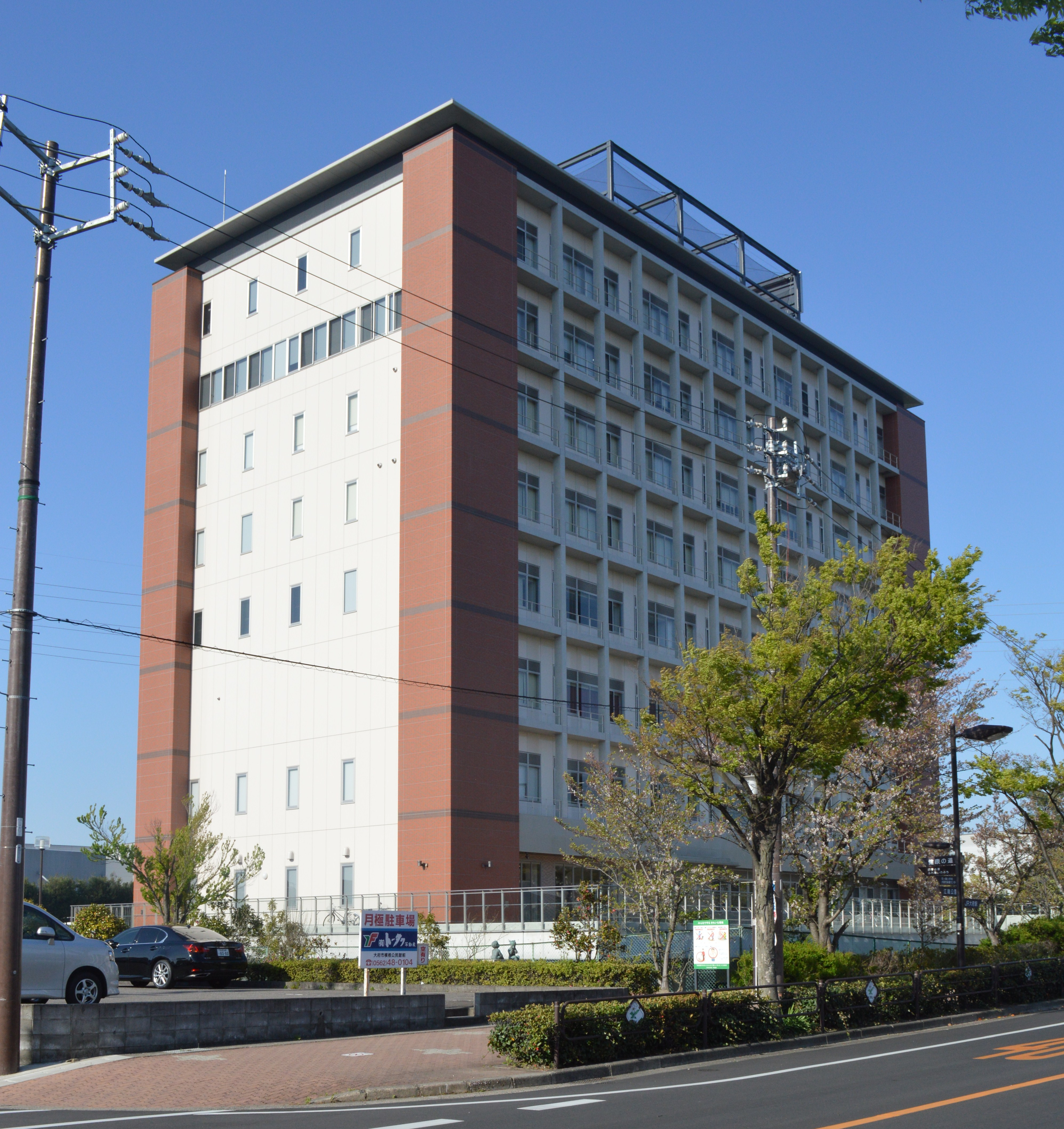
人間環境大学大府キャンパス

- 食品衛生センター（一般社団法人 愛知県食品衛生協会）
- 石ヶ瀬会館
- 大府市子どもステーション
- 大府市立発達支援センターおひさま

教育機関
- 人間環境大学大府キャンパス（看護学部）
- 愛知県立大府高等学校

金融・警備
- 大垣共立銀行ローンプラザ名南
- 知多信用金庫大府支店
- 木村証券大府支店
- 綜合警備保障名古屋支社大府東海営業所

その他
- 豊田自動織機大府工場

道路
- 国道155号

## バス路線

### 西口のりば
- 知多バス横須賀線・大府循環線
  - 尾張横須賀駅行き（横須賀線）
  - あいち健康プラザ・げんきの郷方面（大府循環線）
  - あいち健康プラザ・森岡台方面（大府循環線）
- 大府市循環バス（コミュニティバス）「ふれあいバス」南コース
  - 左回り：おおぶ文化交流の杜・上野台・知北平和公園 方面
  - 右回り：長寿医療研究センター・げんきの郷・知北平和公園 方面

### 東口のりば
かつては東口から前後駅、知立駅、刈谷駅、有松駅へ向かう名鉄バスも発着していた。
- 大府市循環バス「ふれあいバス」東コース、中央コース
  - 東コース（左回り）: 市民体育館・大府みどり公園・前後駅方面
  - 東コース（右回り）: 大府東高校北・大府みどり公園・前後駅 方面
  - 中央コース（左回り）: 大倉公園・至学館大学・共和駅 方面
  - 中央コース（右回り）:リソラ大府・おおぶ文化交流の杜・共和駅 方面

## その他
バス路線ではないが、至学館大学、緑区の「緑ヶ丘自動車学校」のスクールバスがここまで出ている。
大府市の中心駅であるが、特別快速は一切停車しない。朝夕の特別停車なども設定されていない。

## 隣の駅
東海旅客鉄道（JR東海）
CA 東海道本線
■特別快速
通過
■新快速
刈谷駅 (CA58) - 大府駅 (CA60) - 金山駅 (CA66)
■快速・■区間快速
刈谷駅 (CA58) - 大府駅 (CA60) - 共和駅 (CA61)
■普通
逢妻駅 (CA59) - 大府駅 (CA60) - 共和駅 (CA61)
CE 武豊線
■区間快速（武豊線内各駅停車）・■普通
（共和駅 (CA61)） - 大府駅 (CE00) - 尾張森岡駅 (CE01)